# Porta a Mare
La Porta a Mare (o Degazia) è una porta facente parte delle antiche mura di Pisa, adiacente al trafficato Ponte della Cittadella.

## Storia e descrizione
La porta sostituì nei secoli XII e XIV quella che fu praticata sotto l'arco della cittadella, a cui si accedeva dal Ponte a Mare.
Un tabernacolo in marmo del XVIII secolo racchiude in una graziosa teca la Madonna dei Navicellai, attribuita al pittore scultore Tempesti (ma forse è opera del Ferretti).
Al di fuori della porta si trova il "Sostegno" del canale dei Navicelli, abbandonato per anni e restaurato nel 2002.
All'interno della porta si trova l'antica chiesa di San Paolo a Ripa d'Arno, splendido esempio dello stile romanico pisano, mentre all'esterno esisteva l'antica chiesa di San Giovanni a Ripa d'Arno.

## L'area circostante
Il toponimo Porta a Mare identifica storicamente il quartiere adiacente all'opera muraria, caratterizzato dalla presenza del bastione Stampace e, fino alla metà del Novecento, dagli storici "scali del Sale" presso la darsena che sorgeva, subito fuori le mura, lungo l'incile del canale dei Navicelli. Il quartiere Porta a Mare, percorso dalla parte cittadine della via Aurelia, si protende fino all'ultimo ponte cittadino sull'Arno, quello denominato del CEP.
Dal 1892, il panorama urbano dell'area era caratterizzato da un imponente ponte metallico a 10 arcate utilizzato dalla tranvia a vapore per Marina di Pisa che, costruita come prolungamento della linea Pisa-Pontedera/Calci, scavalcava il bastione Stampace, il canale e la ferrovia Genova-Pisa per raggiungere il lungarno e, servendo San Giovanni al Gatano, San Piero a Grado, e Bocca d'Arno, terminare presso il litorale pisano.
La tranvia Pisa-Marina di Pisa cessò il servizio nel 1932, in conseguenza dell'inaugurazione della ferrovia elettrica Pisa-Tirrenia-Livorno, a sua volta chiusa nel 1960, che proprio a San Piero a Grado possedeva una sua stazione.
Il 31 agosto del 1943 fu oggetto di un disastroso bombardamento da parte delle truppe alleate: tutt'oggi questo evento è ricordato da una lapide posta nei pressi della Porta Degazia.
Il quartiere di Porta a Mare ha ospitato per anni industrie di una certa rilevanza a livello internazionale come la Saint-Gobain, produttrice di vetro e tutt'oggi attiva, e la Piaggio & C. la quale ha ormai ha trasferito tutti i suoi stabilimenti a Pontedera. Fino agli anni sessanta del XX secolo, era attraversato da est a ovest dal canale dei Navicelli, via di comunicazione per i navicellai, che portavano la sabbia alla fabbrica della Saint-Gobain per la produzione di vetro. Il tratto urbano del canale dei Navicelli risulta oggi interrato e deviato verso nord fino a incontrare il fiume Arno. Nei pressi del fiume stesso, negli anni ottanta del Novecento, è stata costruita una diga di collegamento al fiume per facilitare il traffico degli yacht costruiti nel complesso cantieristico della Darsena Pisana, ma a tutt'oggi l'opera è ancora incompiuta.